# Io, robot (Binder)
Io, robot (I, Robot) è un racconto di fantascienza di Eando Binder, apparso sulla rivista Amazing Stories nel gennaio del 1939, ben prima dell'omonima antologia di racconti di Isaac Asimov (1950).
Il racconto venne pubblicato per la prima volta in italiano nel 1978 con il titolo Adam Link Robot.
Il racconto, che può essere considerato una versione robotica della storia di Frankenstein di Mary Shelley, riscosse un discreto successo, tanto che i due fratelli Earl e Otto Binder (che si firmavano con lo pseudonimo collettivo di Eando Binder) iniziarono una serie di racconti brevi incentrati sul personaggio nato da Io, robot. Essi furono raccolti nel 1965 nell'antologia intitolata Adam Link Robot.

## Trama
Adam Link è un robot che ha avuto dal suo creatore, il dottor Link, il dono della coscienza e dell'intelligenza. Ma proprio prima che il dottor Link possa mostrare al mondo la propria creatura un terribile incidente lo uccide sul colpo, lasciando Adam Link solo e impaurito come un bambino.
Tutti daranno la colpa al robot, vedendo in lui una minaccia al genere umano, che per questo verrà perseguitato e aggredito. Ma Adam, che sfugge per poco alla distruzione, lotterà sempre per rivendicare il proprio diritto all'esistenza in quanto creatura intelligente.

## Edizioni
(parziale)
- Le grandi storie della fantascienza 1 (1989), a cura di Isaac Asimov e Martin H. Greenberg, Bompiani (ISBN 88-452-4223-4)